# Mycobacterium avium subsp. Avium
Mycobacterium avium subsp. avium là một loài của ngành Actinobacteria (vi khuẩn Gram dương với hàm lượng cao guanine và cytosine, một trong những ngành lớn trong tất cả các vi khuẩn), thuộc chi Mycobacterium.
Các loại nguy hiểm là ATCC 25.291 = CCUG 20.992 = 104.244 CIP = DSM 44.156 = NCTC 13.034.
Tên phân loài Mycobacterium avium subsp. avium được Chester 1901 công bố, Mycobacterium avium subsp. paratuberculosis (Bergey và cộng sự 1923) và Mycobacterium avium subsp. silvaticum được công bố bởi Thorel và cộng sự (1990).
Dựa trên sự khác biệt trong IS1245 RFLP, 16S-23S rDNAITS và nhiệt độ tăng trưởng, Mijs và cộng sự (2002)[2] đề xuất định riêng Mycobacterium avium subsp. avium cho các chủng loại chim. Những tác giả này đề nghị, nhưng không chính thức đề xuất, chỉ định " Mycobacterium avium subsp. Hominissuis " cho các chủng phân lập từ người và lợn.

## Dịch tễ học
Hiện tại chủ yếu ở gia súc và con người với một rối loạn suy giảm miễn dịch, ví dụ như AIDS, nó được chuyển đến người đàn ông bằng cách uống sữa bò chưa tiệt trùng. Lợn rất nhạy cảm với M. avium avium, M. bovis và M. tuberculosis, với M. avium là phổ biến nhất. Các thương tổn thường là tại vị trí lyomphoid, tiêu hóa hoặc nhanh chóng tiến triển. Xét nghiệm nội nhãn là xét nghiệm chẩn đoán lựa chọn. Cách ly các dẫn xuất protein tinh khiết có ích cho M. bovis và M. tuberculosis. Tuy nhiên, phản ứng chéo giữa M. avium avium, M. tuberculosis, hoặcM. avium paratuberculosis là một bất lợi.
Chó, mèo, nai, chồn, gia súc, chim (kiểu 1, 2, và 3) và một số động vật máu lạnh cũng dễ bị M. avium.